# Belcinu
Belcinu – wieś w Rumunii, w okręgu Dolj, w gminie Calopăr. W 2011 roku liczyła 521 mieszkańców.